# Маклеод, Мойра
Мойра Маклеод (англ. Moira MacLeod, род. 16 октября 1957, Глазго) — шотландская и британская хоккеистка (хоккей на траве), полевой игрок. Участница летних Олимпийских игр 1988 года.

## Биография
Мойра Маклеод родилась 16 октября 1957 года в британском городе Глазго в Шотландии.
Играла в хоккей на траве за «Милн Крейг Клайдсдейл Вестерн».
Выступала за женскую сборную Шотландии. В 1987 году в её составе участвовала в чемпионате Европы в Лондоне, где шотландки заняли 6-е место. С 9 мячами поделила с англичанкой Карен Браун 4-5-е места в списке снайперов чемпионата. Дважды выступала на чемпионатах мира: в 1983 году в Куала-Лумпуре и в 1986 году в Амстелвене. На обоих турнирах сборная Шотландии заняла 10-е место.
В том же году в составе женской сборной Великобритании участвовала в Трофее чемпионов в Амстелвене, где британки заняли 5-е место. Забила 2 мяча.
В 1988 году вошла в состав женской сборной Великобритании по хоккею на траве на летних Олимпийских играх в Сеуле, занявшей 4-е место. Играла в поле, провела 5 матчей, забила 1 мяч в ворота сборной Аргентины.